# Canon EOS-1D X Mark II
Canon EOS-1D X Mark II — профессиональный цифровой зеркальный фотоаппарат семейства Canon EOS, анонсированный 1 февраля 2016 года в качестве замены предыдущей модели Canon EOS-1D X. Фотоаппарат оснащён КМОП-матрицей формата 24×36 мм с 20,2 миллиона эффективных пикселей.

## Технические особенности
Частота серийной съёмки с подвижным зеркалом доведена до 14 кадров в секунду, превзойдя главного конкурента Nikon D5 и предыдущую модель, снимающие за секунду на 2 кадра меньше. При этом поддерживается работа следящего автофокуса и автоматическое управление экспозицией. На 2016 год это рекорд для зеркальных камер, до этого достигавшийся только в фотоаппаратах с неподвижным полупрозрачным зеркалом. 
С зафиксированным зеркалом серийная съёмка возможна с частотой до 16 кадров в секунду. Такие скорости доступны только при работе от нового аккумулятора LP-E19. Старые батареи LP-E4N от предыдущей модели совместимы, но обеспечивают 12 и 14 кадров в секунду с подвижным и поднятым зеркалом соответственно. При любой скорости максимальная длина серии для формата JPEG не ограничена, а для файлов стандарта RAW составляет 170 кадров при записи на карту памяти CFast. При этом новейшая функция цифровой оптимизации изображения никак не влияет на скорость, исправляя «на лету» виньетирование, хроматическую аберрацию, дисторсию и дифракционное рассеяние индивидуально для каждого объектива. Кроме того, реализовано подавление мерцания от безынерционных светодиодных и люминесцентных ламп, позволяя снимать при их освещении на коротких выдержках.  
В сочетании с двумя новыми процессорами DIGIC 6+ новая матрица позволяет довести светочувствительность системы до значения ISO 409 600, вдвое превосходящего этот же параметр своего предшественника. Новый модуль фазового автофокуса содержит 61 точку фокусировки, каждая из которых работоспособна вплоть до значения относительного отверстия f/8. Такая чувствительность особенно актуальна в спортивной фотожурналистике, позволяя эффективно фокусировать длиннофокусные объективы в сочетании с телеконвертерами, значительно снижающими светосилу. Система работает по новейшему алгоритму следящей фокусировки AI Servo AF III+ при очень низких освещённостях вплоть до -3 eV. В режиме киносъёмки задействован контрастный автофокус по технологиям «Dual Pixel CMOS AF» и «Movie Servo AF» с возможностью выбора точки фокусировки на жидкокристаллическом дисплее, сочетающем функцию тачскрина. 360-килопиксельный сенсор TTL-экспонометра измеряет как обычный свет по трём каналам RGB, так и инфракрасное излучение.
Ещё одно отличие от предыдущей модели заключается в замене одного из двух слотов для карт памяти CompactFlash на более современный формат CFast 2.0. Фотоаппарат снабжён GPS-модулем, с высокой точностью регистрирующим географические координаты, возвышение над уровнем моря и направление съёмки. Фотоаппарат поддерживает съёмку видео сверхвысокой чёткости стандарта 4K (4096×2160/60 fps), а также Full HD с возможностью ускорения до 120 кадров в секунду. Ролики сверхвысокой чёткости могут непрерывно записываться до 30 минут, позволяя при необходимости извлекать отдельные фотографии с разрешением 8,8 мегапикселей. Как и предыдущая модель, камера снабжается портом Ethernet и приставным модулем Wi-Fi для передачи снимков на удалённый компьютер или FTP-сервер. Новый модуль «WFT-E8» поддерживает высокоскоростную беспроводную связь по современному протоколу IEEE 802.11ac. Заявленная стоимость 5999 долларов на 500 долларов ниже, чем Nikon D5. В то же время, начало продаж, намеченное на апрель 2016 года, как и у главного конкурента приурочено к подготовке летней Олимпиады в Рио-де-Жанейро.